# 第62回有馬記念
第62回有馬記念（だい62かいありまきねん）は、2017年12月24日に中山競馬場で施行された競馬の競走である。キタサンブラックが優勝した。

## ファン投票の結果
11月18日から12月3日までファン投票が行われ、11月23日に第1回中間発表、11月30日に第2回中間発表、12月7日に最終発表が行われた。最終の有効投票総数は1,386,468票だった。
以下の表において出走馬は灰色の枠で表示する。
- 最終順位上位20頭[2]

| 最終順位 | 馬名               | 性齢 | 第1回  | 第1回 | 第2回  | 第2回 | 最終    | 出否 |
| 最終順位 | 馬名               | 性齢 | 票数   | 順位  | 票数   | 順位  | 票数    | 出否 |
| -------- | ------------------ | ---- | ------ | ----- | ------ | ----- | ------- | ---- |
| 1位      | キタサンブラック   | 牡5  | 31,741 | 1     | 79,762 | 1     | 124,641 | 出走 |
| 2位      | サトノダイヤモンド | 牡4  | 25,926 | 2     | 55,504 | 2     | 82,173  | 回避 |
| 3位      | サトノクラウン     | 牡5  | 21,308 | 3     | 53,028 | 3     | 79,675  | 出走 |
| 4位      | レイデオロ         | 牡3  | 19,576 | 4     | 49,996 | 4     | 75,791  | 回避 |
| 5位      | シュヴァルグラン   | 牡5  | 13,660 | 8     | 35,467 | 9     | 66,102  | 出走 |
| 6位      | マカヒキ           | 牡4  | 13,269 | 9     | 36,999 | 7     | 59,319  | 回避 |
| 7位      | キセキ             | 牡3  | 16,035 | 5     | 39,084 | 5     | 58,553  | 回避 |
| 8位      | ソウルスターリング | 牝3  | 14,618 | 7     | 37,726 | 6     | 56,372  | 回避 |
| 9位      | ミッキークイーン   | 牝5  | 15,212 | 6     | 36,352 | 8     | 54,839  | 出走 |
| 10位     | ゴールドアクター   | 牡6  | 12,801 | 10    | 30,092 | 10    | 44,085  | 回避 |
| 11位     | モズカッチャン     | 牝3  | 10,928 | 11    | 27,271 | 11    | 41,436  | 回避 |
| 12位     | ヤマカツエース     | 牡5  | 8,517  | 14    | 20,345 | 15    | 34,050  | 出走 |
| 13位     | レインボーライン   | 牡4  | 8,756  | 13    | 21,227 | 13    | 33,898  | 出走 |
| 14位     | リアルスティール   | 牡5  | 9,599  | 12    | 22,690 | 12    | 33,511  | 回避 |
| 15位     | シャケトラ         | 牡4  | 7,849  | 15    | 20,517 | 14    | 33,234  | 出走 |
| 16位     | スワーヴリチャード | 牡3  | 7,179  | 18    | 18,137 | 17    | 28,242  | 出走 |
| 17位     | アルアイン         | 牡3  | 7,550  | 16    | 18,309 | 16    | 27,890  | 回避 |
| 18位     | サウンズオブアース | 牡6  | 7,230  | 17    | 17,265 | 18    | 26,656  | 出走 |
| 19位     | ヴィブロス         | 牝4  | 6,286  | 19    | 15,689 | 19    | 24,526  | 回避 |
| 20位     | ルージュバック     | 牝5  | 4,856  | 20    | 13,313 | 20    | 21,797  | 出走 |

- 最終登録を行った馬のうち、最終順位21位以下で100位までに入った馬の順位[2]

| 最終順位 | 馬名               | 性齢  | 票数  | 出否 |
| -------- | ------------------ | ----- | ----- | ---- |
| 39位     | クイーンズリング   | 牝5   | 4,772 | 出走 |
| 45位     | サクラアンプルール | 牡6   | 3,846 | 出走 |
| 54位     | カレンミロティック | セン9 | 2,396 | 出走 |
| 75位     | ブレスジャーニー   | 牡3   | 1,337 | 出走 |
| 80位     | サトノクロニクル   | 牡3   | 1,163 | 出走 |
| 81位     | トーセンビクトリー | 牝5   | 1,135 | 出走 |

## レース施行前の状況

### 各競走の結果
| 施行日   | レース名                          | 着順 | 競走馬名           |
| -------- | --------------------------------- | ---- | ------------------ |
| 04月02日 | 第61回大阪杯（GI）                | 1着  | キタサンブラック   |
| 04月02日 | 第61回大阪杯（GI）                | 3着  | ヤマカツエース     |
| 04月30日 | 第155回天皇賞（春）（GI）         | 1着  | キタサンブラック   |
| 04月30日 | 第155回天皇賞（春）（GI）         | 2着  | シュヴァルグラン   |
| 05月28日 | 第84回東京優駿（GI）              | 2着  | スワーヴリチャード |
| 06月25日 | 第58回宝塚記念（GI）              | 1着  | サトノクラウン     |
| 06月25日 | 第58回宝塚記念（GI）              | 3着  | ミッキークイーン   |
| 09月24日 | 第63回オールカマー（GII）         | 1着  | ルージュバック     |
| 10月09日 | 第52回京都大賞典（GII）           | 3着  | シュヴァルグラン   |
| 10月29日 | 第156回天皇賞（秋）（GI）         | 1着  | キタサンブラック   |
| 10月29日 | 第156回天皇賞（秋）（GI）         | 2着  | サトノクラウン     |
| 10月29日 | 第156回天皇賞（秋）（GI）         | 3着  | レインボーライン   |
| 11月05日 | 第55回アルゼンチン共和国杯（GII） | 1着  | スワーヴリチャード |
| 11月12日 | 第42回エリザベス女王杯（GI）      | 3着  | ミッキークイーン   |
| 11月26日 | 第37回ジャパンカップ（GI）        | 1着  | シュヴァルグラン   |
| 11月26日 | 第37回ジャパンカップ（GI）        | 3着  | キタサンブラック   |

### 施行直前の状況
GI6勝を挙げ、当年はGI競走のみ参戦して5戦3勝を挙げていたキタサンブラックが本競走を制した場合、獲得賞金がテイエムオペラオーを超えて歴代1位となる中で、引退レースと表明していたこともあり、人気、注目ともに同馬に注がれ、春秋のグランプリで未勝利ながらも1.9倍というオッズが付いた。続く2番人気には同年の東京優駿2着馬で、前哨戦で古馬相手のGII・アルゼンチン共和国杯を完勝した3歳馬・スワーヴリチャード、以降ジャパンカップを制してグランプリへ歩を進めたシュヴァルグラン、前年の香港ヴァーズ、当年の宝塚記念を制して秋三冠を皆勤することとなったサトノクラウンが1桁人気で続いた。
その他、2015年の優駿牝馬、秋華賞を制し、当年の宝塚記念、エリザベス女王杯で連続3着という結果を残して挑んだミッキークイーン、このレースを引退レースとして表明していた前年のエリザベス女王杯勝ち馬・クイーンズリングなどGI勝ち馬5頭、重賞ウィナーでは当年の同条件であるGII・日経賞を制しているシャケトラや、当年の中山で行われたGII・オールカマーを制し、当レースが引退レースとなるルージュバックなど14頭が集結し、フルゲート16頭で行われた。
2017年12月は、関東地方で雨がほぼ降らず、12月1週より開催されていた中山競馬場の芝は傷みが目立ってはいたが、レースに大きな影響を及ぼすコンディションではなかった。
レース当日も、曇り時々晴れの天候で、馬場のコンディションは芝、ダートともに良という状況でグランプリを迎えた。

## 出走馬と枠順
2017年12月24日　第5回中山競馬第8日目　第11競走
天気：晴、馬場状態：良、発走時刻：15時25分
負担重量は4歳以上牡馬・セン馬57kg、4歳以上牝馬及び3歳牡馬55kg
枠順は公開抽選会として、12月21日にBSフジで生中継で行われて決められた。
| 枠番 | 馬番 | 競走馬名           | 性齢  | 斤量 | 騎手       | 調教師     | オッズ（人気） | レーティング | 枠順抽選順番 | ファン投票 |
| ---- | ---- | ------------------ | ----- | ---- | ---------- | ---------- | -------------- | ------------ | ------------ | ---------- |
| 1    | 1    | ヤマカツエース     | 牡5   | 57   | 池添謙一   | 池添兼雄   | 24.6（6人）    | 117I         | 3番目        | 12位       |
| 1    | 2    | キタサンブラック   | 牡5   | 57   | 武豊       | 清水久詞   | 1.9（1人）     | 123I         | 6番目        | 1位        |
| 2    | 3    | クイーンズリング   | 牝5   | 55   | C.ルメール | 吉村圭司   | 33.1（8人）    | 109M         | 15番目       | 39位       |
| 2    | 4    | ブレスジャーニー   | 牡3   | 55   | 三浦皇成   | 佐々木晶三 | 71.7（12人）   | 107I         | 16番目       | 75位       |
| 3    | 5    | トーセンビクトリー | 牝5   | 55   | 田辺裕信   | 角居勝彦   | 159.5（15人）  | 105M         | 9番目        | 81位       |
| 3    | 6    | サトノクロニクル   | 牡3   | 55   | 戸崎圭太   | 池江泰寿   | 70.7（11人）   | 109I,L       | 7番目        | 80位       |
| 4    | 7    | シャケトラ         | 牡4   | 57   | 福永祐一   | 角居勝彦   | 29.6（7人）    | 114L         | 2番目        | 15位       |
| 4    | 8    | レインボーライン   | 牡4   | 57   | 岩田康誠   | 浅見秀一   | 44.7（9人）    | 118I         | 10番目       | 13位       |
| 5    | 9    | サクラアンプルール | 牡6   | 57   | 蛯名正義   | 金成貴史   | 72.9（13人）   | 114I         | 13番目       | 45位       |
| 5    | 10   | シュヴァルグラン   | 牡5   | 57   | H.ボウマン | 友道康夫   | 6.7（3人）     | 123L         | 12番目       | 5位        |
| 6    | 11   | ルージュバック     | 牝5   | 55   | 北村宏司   | 大竹正博   | 55.4（10人）   | 110L         | 11番目       | 20位       |
| 6    | 12   | サトノクラウン     | 牡5   | 57   | R.ムーア   | 堀宣行     | 9.8（4人）     | 122I         | 8番目        | 3位        |
| 7    | 13   | ミッキークイーン   | 牝5   | 55   | 浜中俊     | 池江泰寿   | 19.6（5人）    | 113L         | 4番目        | 9位        |
| 7    | 14   | スワーヴリチャード | 牡3   | 55   | M.デムーロ | 庄野靖志   | 4.5（2人）     | 118L         | 5番目        | 16位       |
| 8    | 15   | カレンミロティック | セン9 | 57   | 川田将雅   | 平田修     | 204.8（16人）  | --           | 14番目       | 54位       |
| 8    | 16   | サウンズオブアース | 牡6   | 57   | C.デムーロ | 藤岡健一   | 132.9（14人）  | 109I         | 1番目        | 18位       |

## レース結果

### レース展開
とりわけゲート入りを嫌う馬もおらず、順調に各馬がゲートへ入った。ゲートが開くと、キタサンブラックが完璧なスタートを見せてハナを主張する。すぐ後ろにシャケトラとヤマカツエースがマークしていく形となり、シュヴァルグランやサトノクラウン、スワーヴリチャードなどの有力馬は揃って中団から後方での待機策を選ぶ展開。キタサンブラックが主導した1000mのラップタイムは61.6秒という逃げ・先行馬有利のゆったりとしたペースで進むと、3・4コーナー中間から中団・後方に控えていた有力馬が進出を開始するが、キタサンブラックも加速。
逃げていくキタサンブラックに対して、追う二番手集団ではクイーンズリング鞍上のルメールが外へ斜行（戒告処分）し、スワーヴリチャード鞍上のミルコ・デムーロが内へ斜行（開催2日間の騎乗停止処分）し、挟まれる形となったトーセンビクトリー、シュヴァルグラン、サクラアンプルールの3頭が不利を受け、特に鞍上が立ち上がるほどの不利を受けたサクラアンプルールはのちに最下位に入線した。馬群の混乱もありシュヴァルグランらの差は縮まらず、キタサンブラックが逃げ切りゴールイン。2着には同じく引退レースのクイーンズリングが前回勝利の16年エリザベス女王杯以来の連対、3着には直線での不利もありながら、シュヴァルグランが入った。

### レース着順
出典：日本中央競馬会
| 着順 | 馬番 | 枠番 | 競走馬名           | タイム | 着差  | 上がり3ハロン |
| ---- | ---- | ---- | ------------------ | ------ | ----- | ------------- |
| 1    | 2    | 1    | キタサンブラック   | 2:33.6 |       | 35.2          |
| 2    | 3    | 2    | クイーンズリング   | 2:33.8 | 1 1/2 | 35.1          |
| 3    | 10   | 5    | シュヴァルグラン   | 2:33.8 | ハナ  | 34.8          |
| 4    | 14   | 7    | スワーヴリチャード | 2:33.8 | クビ  | 34.5          |
| 5    | 11   | 6    | ルージュバック     | 2:34.0 | 1 1/4 | 34.3          |
| 6    | 7    | 4    | シャケトラ         | 2:34.1 | 3/4   | 35.6          |
| 7    | 16   | 8    | サウンズオブアース | 2:34.2 | クビ  | 34.7          |
| 8    | 8    | 4    | レインボーライン   | 2:34.3 | 1/2   | 34.9          |
| 9    | 6    | 3    | サトノクロニクル   | 2:34.3 | クビ  | 35.5          |
| 10   | 1    | 1    | ヤマカツエース     | 2:34.4 | 1/2   | 35.8          |
| 11   | 13   | 7    | ミッキークイーン   | 2:34.5 | 1/2   | 35.1          |
| 12   | 4    | 2    | ブレスジャーニー   | 2:34.6 | 3/4   | 35.4          |
| 13   | 12   | 6    | サトノクラウン     | 2:34.6 | ハナ  | 35.4          |
| 14   | 5    | 3    | トーセンビクトリー | 2:34.8 | 1 1/4 | 36.0          |
| 15   | 15   | 8    | カレンミロティック | 2:35.1 | 1 3/4 | 36.5          |
| 16   | 9    | 5    | サクラアンプルール | 2.35.5 | 2 1/2 | 36.6          |

### 制裁
- クイーンズリング騎乗のクリストフ・ルメールは、最後の直線コースで外側に斜行したことについて戒告（被害馬：トーセンビクトリー・サクラアンプルール）。
- スワーヴリチャード号は、最後の直線コースで内側に逃避したことについて平地調教注意処分、鞍上のミルコ・デムーロは内側に斜行したことに対し平成30年1月6日と7日の騎乗停止処分が科せられた（被害馬：シュヴァルグラン・サクラアンプルール）。

### データ
出典：日本中央競馬会
| ハロンタイム        | 6.8-11.6-11.9-12.2-12.3-13.3-13.2-12.8-12.2-12.1-11.7-11.2-12.3 |
| 1000m通過タイム     | 61.6秒（キタサンブラック）                                      |
| 上がり4ハロン       | 47.3秒                                                          |
| 上がり3ハロン       | 35.2秒                                                          |
| 優勝馬上がり3ハロン | 35.2秒                                                          |
| 上がり最速          | 34.3秒（ルージュバック）                                        |

### 払戻
出典：日本中央競馬会
| 単勝   | 2      | 190円    |
| 複勝   | 2      | 120円    |
| 複勝   | 3      | 550円    |
| 複勝   | 10     | 180円    |
| 枠連   | 1-2    | 1,600円  |
| 馬連   | 2-3    | 3,170円  |
| 馬単   | 2-3    | 3,810円  |
| ワイド | 2-3    | 1,180円  |
| ワイド | 2-10   | 280円    |
| ワイド | 3-10   | 2,760円  |
| 3連複  | 2-3-10 | 5,420円  |
| 3連単  | 2-3-10 | 25,040円 |

## 記録・エピソード
- キタサンブラックは優勝賞金3億円を獲得、これまで1位だったテイエムオペラオーのJRA通算獲得賞金18億3518万9000円を超える18億7684万3000円となり、歴代1位に躍り出た。
- キタサンブラック鞍上の武豊は有馬記念3勝目。1990年・第35回でのオグリキャップ、2006年・第51回でのディープインパクト以来で、これまでの3勝をいずれも引退レースとなる馬で挙げたことになる。GI勝利はキタサンブラックで制した本年の天皇賞（秋）以来の通算75勝目。中央競馬では通算3942勝目。
  - この時点で、武豊は池添謙一が持つ有馬記念最多勝利記録に並んだ。池添は翌年ブラストワンピースで4勝目を挙げ、記録を更新、単独トップに躍り出るが、武も2023年ドウデュースで4勝目を挙げ、再び最多勝利記録で並んでいる。
- キタサンブラックはこれで京都[9]・東京[10]・阪神[11]・中山の4競馬場でGⅠを制しており、これはテイエムオペラオー・オルフェーヴル・ジェンティルドンナに続いて史上4頭目。
- 有馬記念で引退馬ワンツーになるのは史上初で、引退馬となったルージュバックは5着で掲示板に引退馬が3頭以上並ぶのも史上初。
- 最終レース終了後にはキタサンブラックのお別れセレモニーが行われた[12]。
- 2023年12月27日[13]に放送されたテレビアニメ『ウマ娘プリティーダービー』の第3期13話は、本競走がモデルとなり、劇中の実況（CV.明坂聡美）の台詞も実際のフジテレビ（青嶋達也）のものを模したものとなっている[14]。

## テレビ・ラジオ中継
本レースのテレビ・ラジオ放送の実況担当者
- 日本放送協会（NHK）：大坂敏久（NHKグローバルメディアサービス出向）[15]
  - 解説：鈴木康弘（日本調教師会 名誉会長）
  - 番組司会：刈屋富士雄（放送総局解説委員）
  - リポーター：真野淑實
- ラジオNIKKEI：小林雅巳
- フジテレビ：青嶋達也（アナウンス室副部長）
  - 解説：松本ヒロシ（競馬エイト・トラックマン）、岡部幸雄（JRA裁定委員会外部委員）、安藤勝己（元JRA騎手）
  - 勝利騎手インタビュー：立本信吾
- ニッポン放送：清水久嗣（フリー契約）
- ラジオ日本：細淵武揚
- TBSラジオ：藤森祥平
- 文化放送：長谷川太

関西テレビが放送したKEIBA BEAT（拡大放送で14時40分 - ）の視聴率は番組最高の11.4%、関東圏でもNHK総合テレビの中継（14時57分 - ）の視聴率は7.5%、フジテレビのみんなのKEIBA（関西テレビと同時刻）が8.5%といずれも高視聴率をマークした。